# Oddaverjar
Die Oddaverjar waren eine Häuptlingsfamilie im Island des 12. und 13. Jahrhunderts.
Ihr Name stammt von dem Hof Oddi im Bezirk Rangárvellir. Als Stammvater der Familie gilt Sæmundur fróði, der vom Hof Oddi aus wirkte. 

## Quelle
- Árni Daníel Júlíusson, Jón Ólafur Ísberg, Helgi Skúli Kjartansson Íslenskur sögu atlas: 1. bindi: Frá öndverðu til 18. aldar Almenna bókafélagið, Reykjavík 1989